# Biljarttafel
Een biljarttafel is een speciaal gemaakte rechthoekige tafel om verschillende soorten biljart te spelen, zoals carambole, pool en snooker. Per biljartvorm bestaan er aparte types biljarttafels.

## Carambole

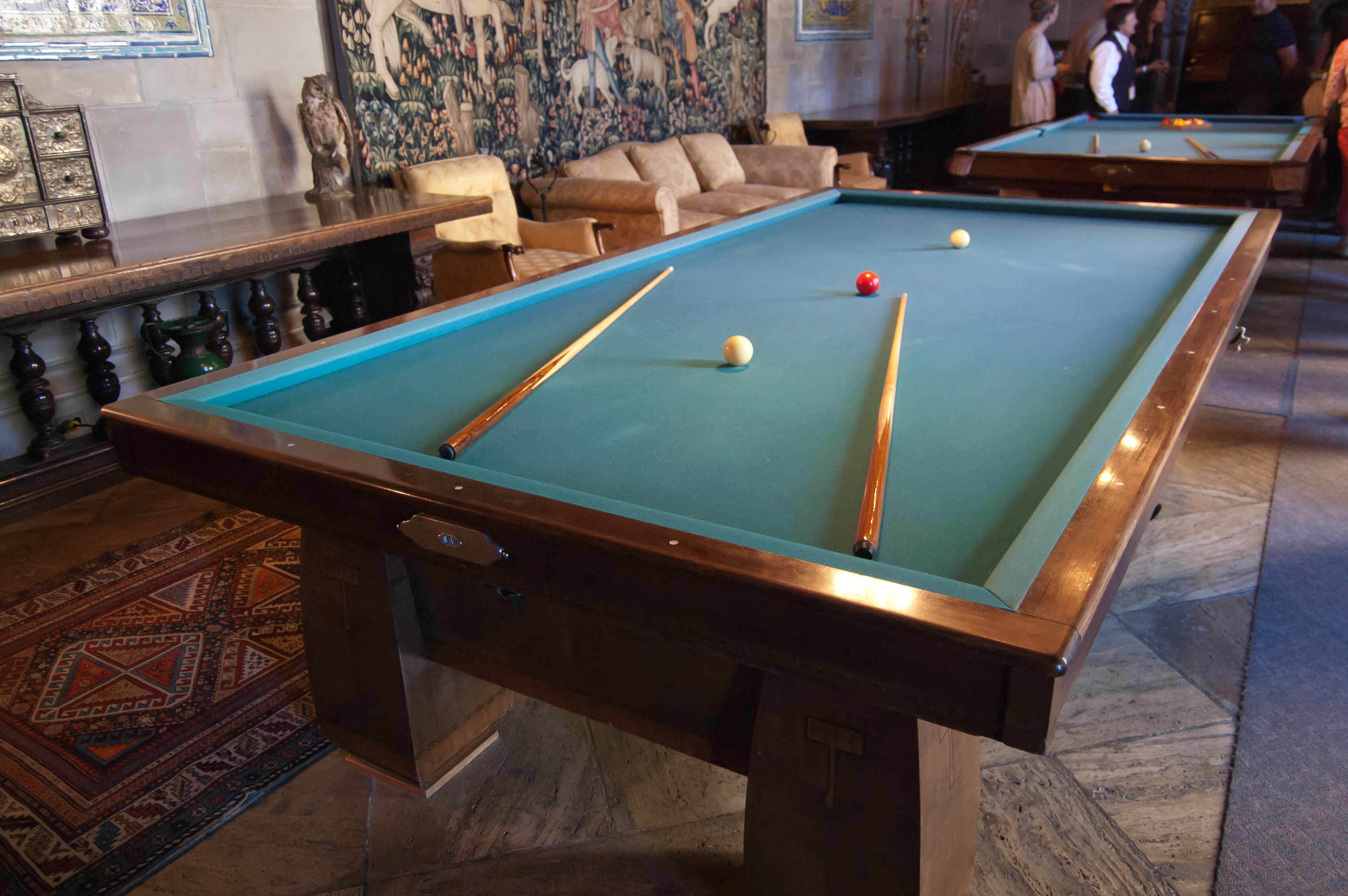
Biljarttafel voor carambole

Biljarttafels voor carambolebiljart zijn tweemaal zo lang als breed. De bovenkant van de rand moet zich 75 tot 80 cm boven de vloer bevinden. Langs de binnenste rand van de tafel is een schuin opstaande rubberen stootrand aangebracht, de zogenaamde band, met een hoogte van 36 à 37 mm. Op de lijst van de tafel zijn vaak markeringen (zogenaamde diamonds)aangebracht op een onderlinge afstand van 1/8 deel van de lengte van het biljart.

### Materiaal
Zowel band als tafeloppervlak zijn bekleed met biljartlaken dat oorspronkelijk uitsluitend uit kamgaren gemaakt werd en tegenwoordig vermengd is met bijvoorbeeld nylon of polyester. Het tafelblad is gemaakt van natuursteen, meestal leisteen. De leiplaat bestaat soms uit één deel maar vaker uit twee of drie delen. De dikte bij grote tafels moet minimaal 45 mm zijn en is meestal 50 tot 60 mm. De leiplaat wordt elektrisch verwarmd om het door het laken (maar ook door het enigszins poreuze lei) opgenomen vocht te verdrijven en zodoende de ballen minder rolweerstand te laten ondervinden.

### Meest gebruikte modellen qua afmeting
- Het matchbiljart (ook wel wedstrijdbiljart of grote tafel genoemd) met een afmeting van 2,84 bij 1,42 meter (waarbij een afwijking van 5 mm is toegestaan) waarop de topbiljarters spelen
- Het clubbiljart met een formaat van 2,30 bij 1,15 meter (ook wel kleine tafel genoemd) waarop de meeste biljartclubs hun wedstrijden spelen
- Het cafébiljart met een afmeting van 2,10 bij 1,05 meter

## Pool

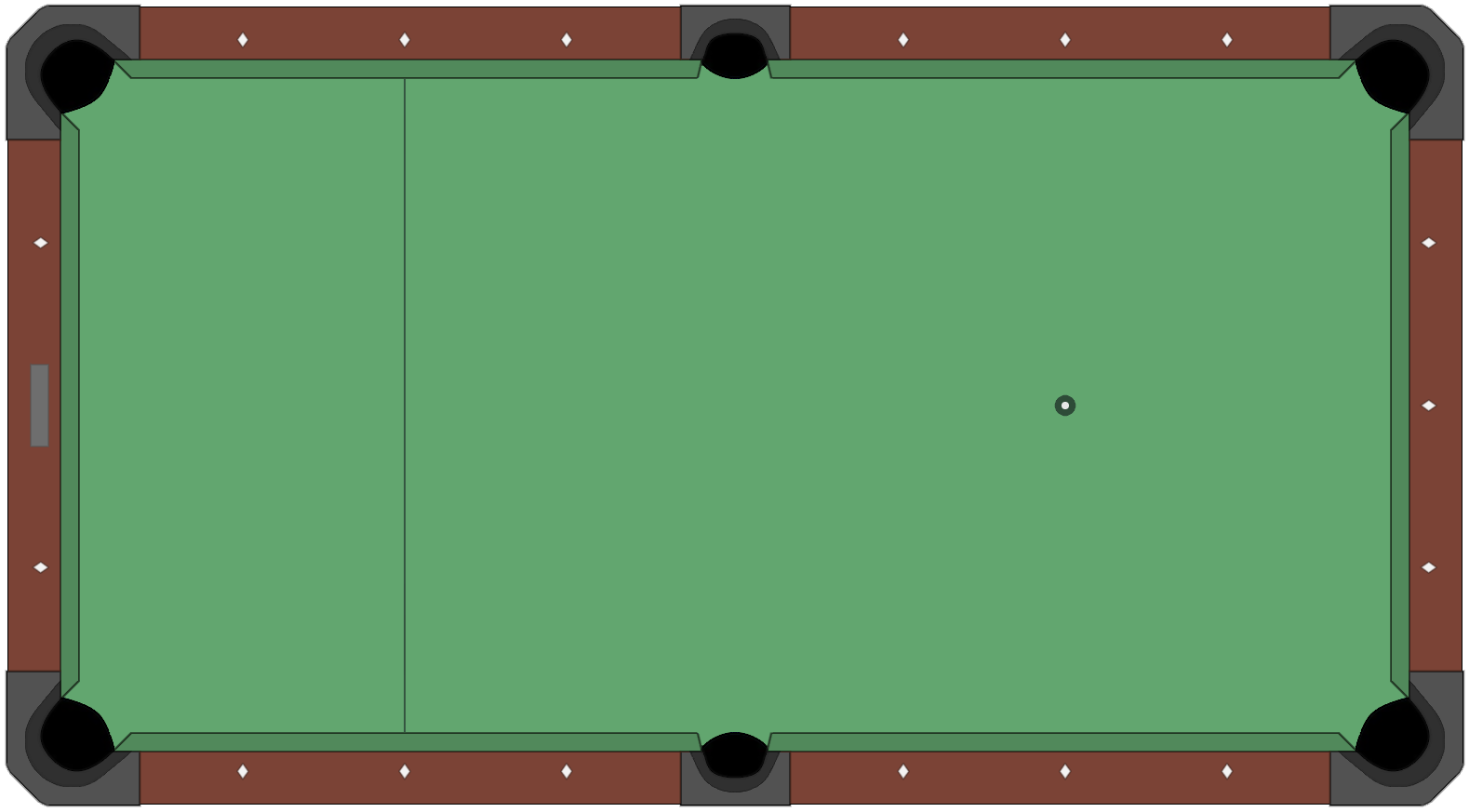
Schematische tekening pooltafel

Pool wordt gespeeld op een pooltafel, waar in elke hoek en in het midden van de lange zijden een gat (pocket) zit. De ballen moeten in de pockets worden geschoten, zoals ook bij snooker het geval is. Moderne pooltafels variëren doorgaans in grootte van 1,07 bij 2,13 m tot 1,37 bij 2,74 m.

## Snooker
De afmetingen van een snookertafel zijn groter dan bij carambole- of pooltafels. In de standaarduitvoering (waarop officiële wedstrijden gespeeld worden) is een snookertafel 11 voet 8½ inch lang en 5 voet 10 inch breed en is de bovenkant van de band 2 voet 10 inch boven de vloer, alle maten met een tolerantie van een halve inch. In het metrisch stelsel komt dit overeen met 3,569 bij 1,778 meter en een hoogte van 0,864 meter, alles +/− 13 millimeter. De snookertafel is voorzien van zes pockets, dit zijn gaten met daaronder een net waar de ballen in gespeeld moeten worden, één in iedere hoek en in het midden van de twee lange banden.

## Verwarming
Biljarttafellakens worden gewoonlijk verwarmd met elektriciteit, om het laken droog te houden en de ballen beter te laten rollen. Koningin Victoria (1819-1901) had een biljarttafel die werd verwarmd met behulp van zinken buizen, hoewel het doel in die tijd vooral was om te voorkomen dat de toen gebruikte ivoren ballen krom zouden trekken. Het eerste gebruik van elektrische verwarming was voor een 18.2 kadertoernooi dat in december 1927 werd gehouden tussen Welker Cochran en Jacob Schaefer Jr. The New York Times kondigde het met fanfare aan: "Voor de eerste keer in de geschiedenis van het wereldkampioenschap balkline biljart zal een verwarmde tafel worden gebruikt...":115, 238
Een elektrisch verwarmde tafel is vereist volgens de internationale regels voor carambole-biljarttoernooien "om het best mogelijke rollen te verzekeren", hoewel de temperaturen niet worden gespecificeerd. Bij toernooien hebben carambole-biljarttafels aanbevolen verwarmingstemperaturen van 33–37 °C,:115, 238 terwijl biljartverenigingen hun carambole tafels tot wel 45 °C kunnen verhitten. Een gemiddelde moderne biljartverwarmer heeft een vermogen van 600 watt. Als hij buiten de gebruiksuren niet wordt uitgeschakeld, bedraagt het verbruik 3.500 kilowattuur (kWh) per jaar, en kost 525 euros (0,15 EUR/kWh). 15 EUR/kWh). Het uitschakelen van een billardtafelverwarming wanneer deze niet wordt gebruikt kan meer dan 50% aan energieverbruik en kosten besparen; dit kan automatisch geregeld worden met timers. Een andere manier om het energieverbruik en de kosten te verminderen is het gebruik van synthetisch laken in plaats van wollen laken, dat veel meer energie nodig heeft om op te warmen. Een nadeel van synthetisch laken kan zijn dat bepaalde spelsoorten, zoals kaderspel, ertoe kunnen leiden dat het synthetische laken te snel beschadigd raakt met putjes door de manier waarop de spelers de ballen kaatsen.
Het gasconflict tussen Rusland en de Europese Unie dat in maart 2022 ontstond door de Russische invasie van Oekraïne veroorzaakte stijgende energiekosten in heel Europa, waardoor het verwarmen van biljarttafels bijna onbetaalbaar werd. De directeur van de Koninklijke Nederlandse Biljartbond zei in oktober 2022 dat "biljart- en snookerlocaliteiten deze energieprijzen gewoon niet meer kunnen betalen, [want] het verwarmen van een biljart kost ongeveer 3.500 kilowatt per jaar. Tegen de huidige energieprijzen is dat enorm. Je hebt het dan over 2.400 tot 2.500 euro per jaar per biljarttafel.'